# إيشارتو
كانت إيشارتو إلهة من بلاد ما بين النهرين تُعتبر رمزًا للصلاح. ارتبطت ارتباطًا وثيقًا بإله ذي شخصية مماثلة، وهو ميسارو، وفي قائمة الآلهة أن = أنوم، وُصفا كزوجين. تتضمن أدلة عبادة إيشارتو أسماءً ثيوفورية من العصر الأكديّ المبكر، وقوائم عروض من ماري، ونصوصًا دينية متأخرة من أوروك.

## الشخصية
عملت إيشارتو كأقنوم إلهي للبر. تصفها جوليا كرول بأنها المعادل الأنثوي لميشارو. افترض فولكرت هاس أنه في تقاليد ماريوت كان يُنظر إليهما على أنهما توأمان. في قائمة الآلهة أن = أنوم (اللوح الثالث، السطر 247) وُصفت بأنها زوجته. يزعم مانفريد كريبرنيك أن الزوجين يمثلان مفهوم القانون والنظام.
مثل ميشارو، ينتمي إيشارتو إلى دائرة الآلهة المرتبطة بأداد. يلاحظ بول آلان بوليو أن كليهما يظهر قرابة مع إله آخر من هذه المجموعة، وهو أوسور أماسو، ويفترض أن ارتباط الأخير بالعدالة كان متأثرًا بهذا. يُفترض أن حالتين معروفتين لكلمة إيشارتو تُستخدمان كصفة لشالا، وهي تركيبة بالاغ وصلاة إرشاخونجا، ترتبطان أيضًا بوجود إيشارتو في دائرة أداد.
لا ينبغي الخلط بين إيشارتو والاسم المستعار إي -شير-تو 4 المعروف من قائمة إله متأخرة واحدة، والذي يُفترض بدلاً من ذلك أنه يعني "الآلهة العشرة".

## العبادة
الإلهة إيشار، التي يُفترض أنها متطابقة مع إيشارتو، ظهرت لأول مرة في الأسماء اللاهوتية الأكدية القديمة. كانت تُعبد في باد-تيبيرا في عهد شو-سين من سلالة أور الثالثة وتظهر في قائمة قرابين من ماري (ARM 24 263) إلى جانب ميسارو. في المدينة الأخيرة استخدم كلا شكلي الاسم، مع الشكل الأطول الذي إثبت في قائمة القرابين ARM 23 264، بين داجون وياكروب-إيل. توجد أيضًا إشارة محتملة إليها في قائمة الآلهة البابلية القديمة من إيسين، لكن العلامات تالفة ولا يمكن استعادة الاسم على وجه اليقين.
وفقًا لدانيال شويمر، فإن المصدر الوحيد للأدلة فيما يتعلق بعبادة إيشارتو في الفترات اللاحقة هو وثائق من أوروك. كانت عضوًا في البانثيون المحلي في العصر السلوقي، ولكن لم تثبت في المصادر السابقة من هذه المدينة. وهي واحدة من الآلهة المذكورة في وصف موكب مصاحب لعشتار خلال احتفالات أكيتو؛ ومن بين المشاركين الآخرين شخصيات مرتبطة بشكل رئيسي بهذه الإلهة أو مدينة أوروك، مثل نانايا، ونينسيانا، ونينيجيزيبارا، أو نينمورور. وعلى الرغم من وجودها في النصوص الدينية، لم تثبت إيشارتو في الصيغ القانونية أو الأسماء الثيوفورية من مجموعة نصوص أوروك المتأخرة.

### الفهرس
- Asher-Greve، Julia M.؛ Westenholz، Joan G. (2013). Goddesses in Context: On Divine Powers, Roles, Relationships and Gender in Mesopotamian Textual and Visual Sources (PDF). ISBN:978-3-7278-1738-0. مؤرشف من الأصل (PDF) في 2025-06-03. اطلع عليه بتاريخ 2022-10-25.
- Beaulieu، Paul-Alain (2014)، "Uṣur-awāssu (Akkadischer Gott) · Uṣur-awāssu (Akkadian god)"، Reallexikon der Assyriologie، اطلع عليه بتاريخ 2022-10-25
- Haas, Volkert (2015) [1994]. Geschichte der hethitischen Religion. Handbook of Oriental Studies. Section 1: The Near and Middle East (بالألمانية). Brill. ISBN:978-90-04-29394-6. Archived from the original on 2023-03-26. Retrieved 2022-10-25.
- Krebernik, Manfred (2008), "Richtergott(heiten)", Reallexikon der Assyriologie (بالألمانية), Retrieved 2022-10-25
- Krul، Julia (2018). The Revival of the Anu Cult and the Nocturnal Fire Ceremony at Late Babylonian Uruk. BRILL. DOI:10.1163/9789004364943_004. ISBN:9789004364936. مؤرشف من الأصل في 2024-12-26.
- Sallaberger, Walther (2021). "Uruk in der Frühen Bronzezeit: Zu dessen Königen und Göttern und zur Lage von Kulaba". In van Ess, Margarete (ed.). Uruk - altorientalische Metropole und Kulturzentrum (بالألمانية). Wiesbaden. ISBN:978-3-447-11368-7. OCLC:1255365039.{{استشهاد بكتاب}}:  صيانة الاستشهاد: مكان بدون ناشر (link)
- Sasson، Jack M. (2015). From the Mari archives: an anthology of old Babylonian letters. Winona Lake, Indiana: Eisenbrauns. ISBN:978-1-57506-830-5. OCLC:907931488.
- Schwemer, Daniel (2001). Die Wettergottgestalten Mesopotamiens und Nordsyriens im Zeitalter der Keilschriftkulturen: Materialien und Studien nach den schriftlichen Quellen (بالألمانية). Wiesbaden: Harrassowitz. ISBN:978-3-447-04456-1. OCLC:48145544. Archived from the original on 2024-12-24.